# Oberlandesgericht Koblenz

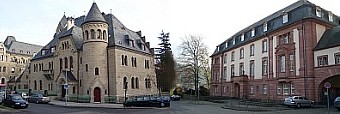
Die beiden Gerichtsgebäude des Oberlandesgerichts Koblenz

Das Oberlandesgericht Koblenz (OLG Koblenz) ist eines von zwei Oberlandesgerichten (OLG) des Landes Rheinland-Pfalz. Es bildet zusammen mit dem Pfälzischen Oberlandesgericht Zweibrücken die Spitze der ordentlichen Gerichtsbarkeit dieses Bundeslandes.

## Gerichtssitz und -bezirk
Das Oberlandesgericht hat seinen Sitz in Koblenz. Der Gerichtsbezirk liegt im nördlichen Teil von Rheinland-Pfalz und umfasst die Landgerichtsbezirke Bad Kreuznach, Koblenz, Mainz und Trier. Im Bezirk des Oberlandesgerichts Koblenz sind 3.182 Rechtsanwälte und Syndikusrechtsanwälte (Stand: 1. Januar 2023) zugelassen.
Der beim Oberlandesgericht Koblenz gebildete Senat für Staatsschutzsachen ist neben allen Fällen aus Rheinland-Pfalz, aufgrund eines Staatsvertrages mit dem Saarland, auch für saarländische Staatsschutzsachen zuständig.
Die Zuständigkeit des Kartellsenats des Oberlandesgerichts Koblenz, der mit kartellrechtlichen Berufungsverfahren und mit Bußgeldverfahren wegen Verletzung des Gesetzes gegen Wettbewerbsbeschränkungen befasst ist, sowie die des Senats für Baulandsachen erstrecken sich auch auf den Bezirk des Pfälzischen Oberlandesgerichts Zweibrücken.

## Geschichte

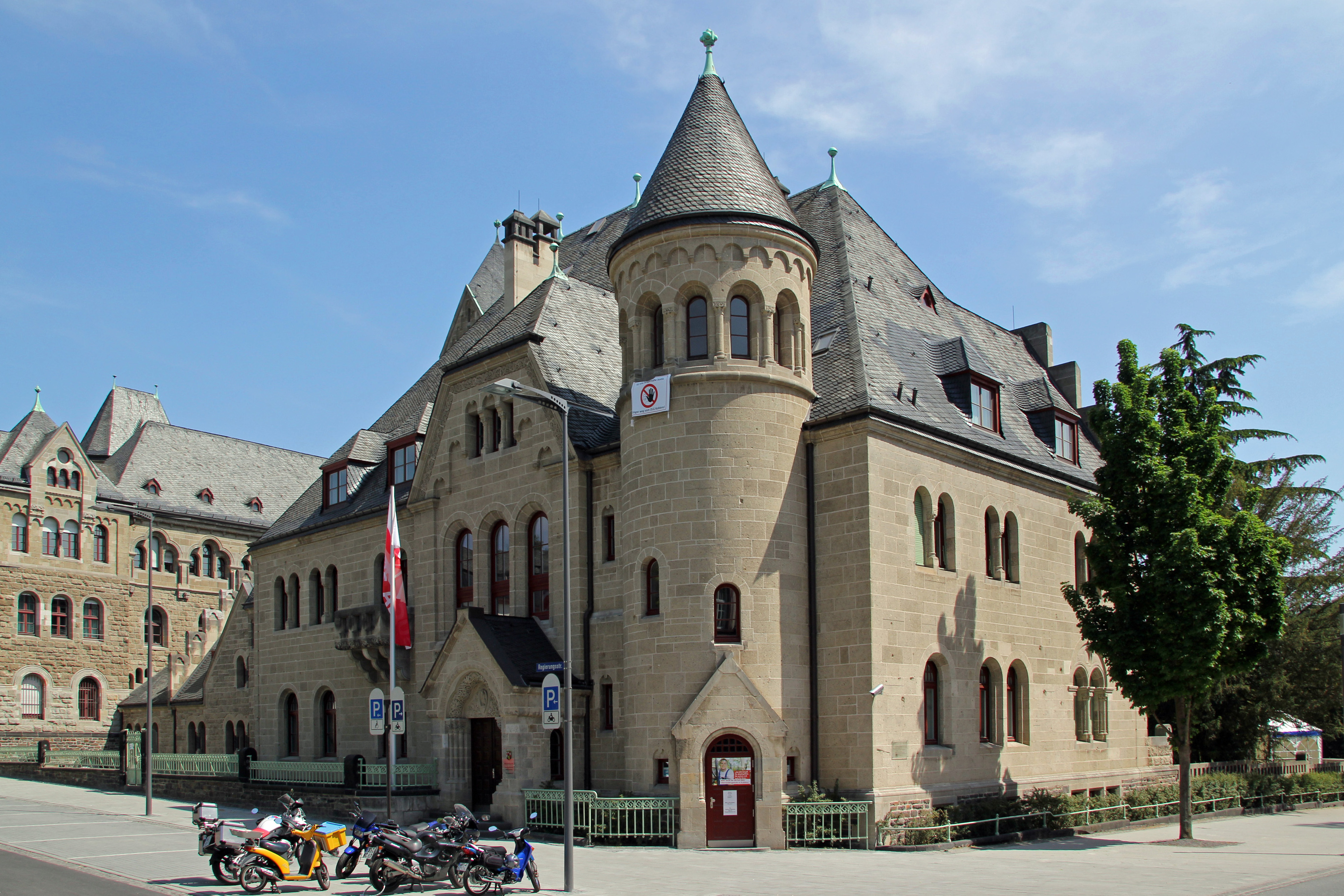
Regierungsstraße 7, die ehem. Dienstvilla des Regierungspräsidenten des Regierungsbezirkes Koblenz

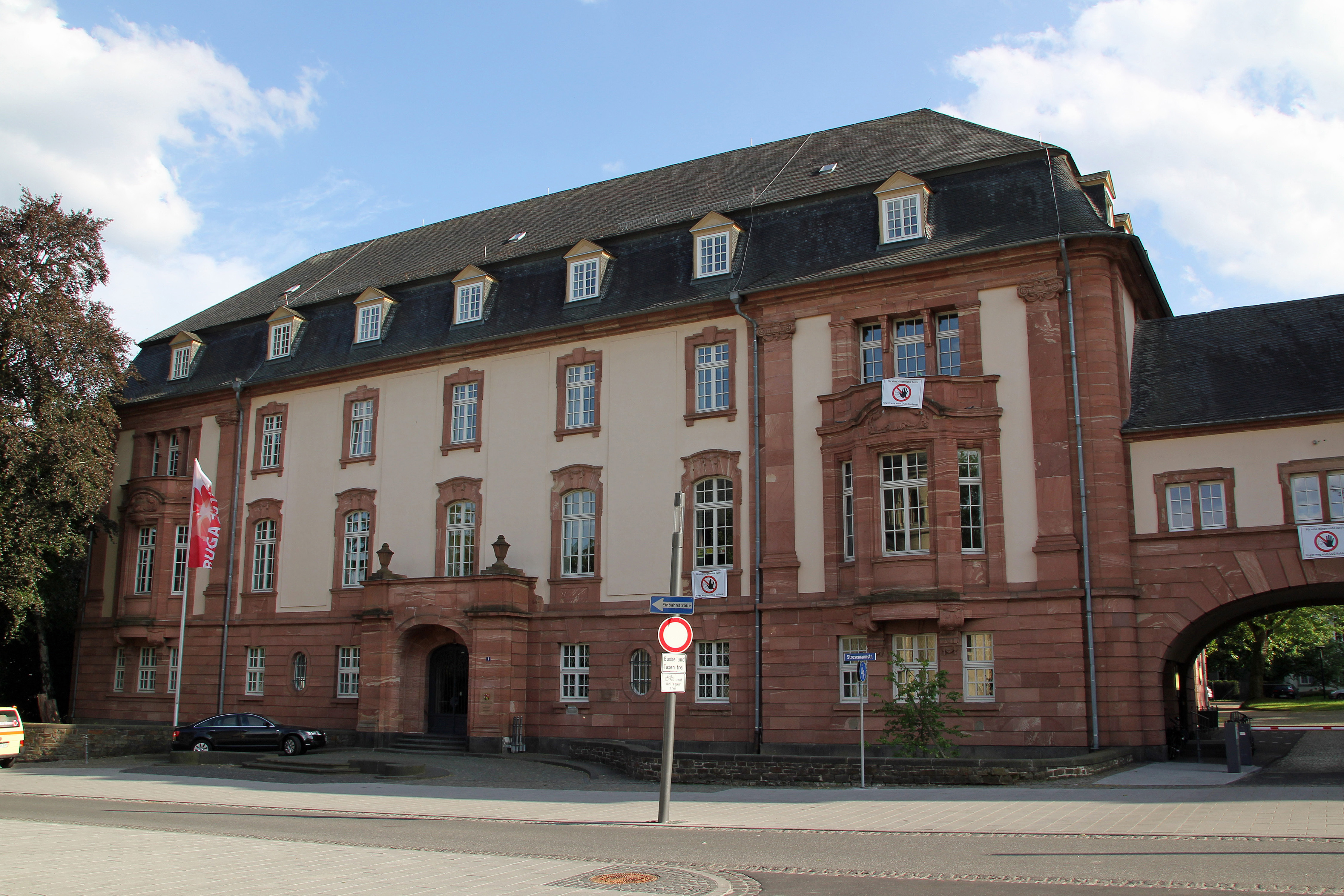
Stresemannstraße 1, die ehem. Dienstvilla des Oberpräsidenten der Rheinprovinz

Das OLG Koblenz wurde 1946 gegründet. Es hatte keinen unmittelbaren Vorgänger, sondern wurde als Folge der Aufteilung der ehemals preußischen Rheinprovinz in einen britisch und einen französisch besetzten Teil errichtet. Mit dieser Aufteilung verlor das in der britischen Besatzungszone gelegene Oberlandesgericht Köln seine Zuständigkeit für den nördlichen Teil des heutigen Landes Rheinland-Pfalz. Für diesen Bereich sowie die Regierungsbezirke Montabaur und Rheinhessen wurde ein neues Oberlandesgericht in Koblenz gegründet.
In den Koalitionsverhandlungen nach der Landtagswahl 2011 hatten SPD und Grüne beschlossen, das Oberlandesgericht Koblenz zu schließen. Das Oberlandesgericht sollte mit dem Oberlandesgericht Zweibrücken zusammengeführt werden, Sitz sollte dann Zweibrücken sein. Durch die Zusammenlegung sollte es zur Einsparung von Mietkosten und 14 Stellen kommen. Die Pläne zur Schließung führten zu Protesten, so demonstrierten am 19. Mai 2011 etwa 3.000 Personen gegen die Pläne der Landesregierung und eine Unterschriftensammlung führte zu 50.000 Unterschriften bis zum 25. August 2011. Die Pläne wurden daraufhin nicht weiter verfolgt.
Präsident des OLG Koblenz ist seit dem 1. August 2020 Thomas Henrichs. Er folgt auf Marliese Dicke, die zum 31. Juli 2020 in den Ruhestand ging. Marliese Dicke war die erste Frau, die das Präsidentenamt des OLG Koblenz innehatte.

## Gerichtsgebäude
Untergebracht ist das Oberlandesgericht Koblenz in den (sich gegenüber liegenden) Anwesen Regierungsstraße 7, Teil des ehemaligen preußischen Regierungsgebäudes, und Stresemannstraße 1, Teil des ehemaligen Oberpräsidiums der Rheinprovinz, am Koblenzer Rheinufer. Beide Gebäude wurden in den Jahren zwischen 1902 und 1910 ursprünglich nicht als Gerichtsgebäude, sondern als Behördenbauten der preußischen Staatsverwaltung in der Rheinprovinz errichtet.
Das Gebäude in der Stresemannstraße 1 wurde während des Zweiten Weltkrieges durch Bombenangriffe stark beschädigt und ab 1947 (im Äußeren weitgehend originalgetreu) wiederaufgebaut. Es war als Dienstvilla für den Oberpräsidenten der Rheinprovinz in neubarocken Bauformen errichtet worden. Das Geländer für die Haupttreppe und die Haupttür sind Arbeiten der Werkstatt des Godesberger Kunstschmieds Georg Gernhard (1860–1943). Von 1920 bis 1929 war das Gebäude der Dienstsitz des Oberkommissars der Interalliierten Hohen Ausschusses für die Rheinlande (Haut Commissaire dans les Provinces du Rhin) Paul Tirard.
Das Gebäude in der Regierungsstraße 7 erlitt dagegen keine gravierende Kriegsschäden. Insbesondere der repräsentative Saalbau, der heute als Sitzungssaal für Gerichtsverhandlungen genutzt wird, blieb erhalten. Der neoromanische Bau war die Dienstvilla für den Regierungspräsidenten des Regierungsbezirkes Koblenz.

## Leitung
- 1.1.1947–30.6.1949: Karl Haupt
- 1.1.1950–31.5.1958: August Deynet
- 1.1.1959–31.5.1963: Johannes Jäckel
- 1.9.1963–30.4.1974: Herbert Kleinewefers
- 1.5.1974–31.7.1985: Rudolf Anheier, (6.7.1920–24.06.2021)[7]
- 8.8.1985–31.12.1994: Karl-Heinz Kroell (24.12.1929–2018)
- 5.1.1995–18.5.2006: Heinz Georg Bamberger, Justizminister
- 2007–2010: Ralf Bartz[8] (Streit um Neubesetzung[9], die Ernennung wurde nachträglich durch das Bundesverwaltungsgericht für unwirksam erklärt[10][11])
- 2011–2017: Hans-Josef Graefen
- 2017–2020: Marliese Dicke
- Seit 2020: Thomas Henrichs

## Über- und nachgeordnete Gerichte
Dem Oberlandesgericht Koblenz ist allein der Bundesgerichtshof in Karlsruhe übergeordnet. Nachgeordnet sind dem Gericht die Landgerichte in Bad Kreuznach, Koblenz, Mainz und Trier mit den diesen jeweils nachgeordneten Amtsgerichten.